# Ar Ru'ays
Ar Ru'ays é a capital do município de Madinat ash Shamal no Qatar.